# Cornelia Negruț
Cornelia Negruț (n. 10 mai 1961

) este un deputat român, ales în 2012 din partea Partidului Alianța Liberalilor și Democraților.